# Filmworks XVII
 (novembre 2023).
Filmworks XVII est un album de John Zorn paru en 2006 sur le label Tzadik. Il présente la musique de deux documentaires : Notes on Marie Menken (2005), de Martina Kudlácek; et Ray Bandar: A Life with Skulls de Beth Cataldo.

## Titres
| No  | Titre          | Durée |
| --- | -------------- | ----- |
| 1.  | Menken         | 5:27  |
| 2.  | Skull I        | 4:03  |
| 3.  | Glimpses       | 6:37  |
| 4.  | Mood Mondrian  | 4:31  |
| 5.  | Skull II       | 3:30  |
| 6.  | Gogogo         | 8:13  |
| 7.  | Moonplay       | 4:42  |
| 8.  | Skull III      | 2:58  |
| 9.  | Tango Exotique | 5:35  |
| 10. | Zenscapes      | 1:07  |
| 11. | Skull IV       | 1:40  |
| 12. | Arabesque      | 5:09  |
| 13. | Skull V        | 2:08  |
| 14. | Bolex Dancing  | 1:37  |

## Personnel
Notes on Marie Menken (1,3,4,6,7,9,10,12,14)
- Jon Madof - guitare
- Shanir Ezra Blumenkranz - basse
- Kenny Wollesen - batterie
- John Zorn - piano Wurlitzer (4), saxophone alto (6, 11), bolex (10,14)

Ray Bandar : A Life with Skulls (2,5,8,11,13)
- Cyro Baptista - percussions
- John Zorn - piano à pouces africain
- Kenny Wollesen - percussions (5)